# Université d'État du Missouri
Pour les articles homonymes, voir Université du Missouri.
L'université d'État du Missouri (en anglais : Missouri State University ou MSU) est une université américaine située à Springfield dans le Missouri.

## Source
- (en) Cet article est partiellement ou en totalité issu de l’article de Wikipédia en anglais intitulé « Missouri State University » (voir la liste des auteurs).